# Homotopie
Cet article possède un paronyme, voir Homéotopie.

Les deux chemins en pointillé sont (strictement) homotopes. L'animation représente une homotopie possible entre ces deux chemins.

En mathématiques, une homotopie est une déformation continue entre deux applications, notamment entre les chemins à extrémités fixées et en particulier les lacets. Cette notion topologique permet de définir des invariants algébriques utilisés pour classifier les applications continues entre espaces topologiques dans le cadre de la topologie algébrique.
L’homotopie induit une relation d'équivalence sur les applications continues, compatible avec la composition, qui mène à la définition de l’équivalence d'homotopie entre espaces topologiques.
L'homotopie fournit des informations sur la nature topologique d'un espace. Une bande circulaire d'un plan ne peut être équivalente, au sens de l'homéomorphisme, à un disque. Dans un disque, tout lacet est homotope à un point. Dans une bande circulaire, ce n'est pas le cas. Cette remarque est source de démonstrations, comme celles du théorème de d'Alembert-Gauss, du point fixe de Brouwer, de Borsuk-Ulam ou encore celle du théorème du sandwich au jambon qui précise par exemple que, pour trois solides mesurables et de mesures finies de l'espace usuel, il existe un plan qui sépare chacun des solides en deux parties de mesures égales.

## Définition

### Classe d'homotopie d'un chemin d'un espace topologique
C'est une classe d'équivalence du chemin pour la relation d'homotopie.

### Homotopie entre deux chemins

Les deux chemins γ_{0} et γ_{1} sont strictement homotopes.

Soit X un espace topologique. Un chemin continu γ de X est une application continue du segment réel [0, 1] dans X. Cette définition correspond à l'idée intuitive de chemin, au sens de sentier qui part d'un point γ(0) pour arriver à un autre point γ(1).
Deux chemins continus γ0 et γ1 de X sont dits homotopes lorsqu'il existe une application continue H de [0, 1]2 dans X telle que l'application qui à t associe H(t, 0) est égale à γ0 et celle qui à t associe H(t, 1) est égale à γ1. Formellement :
Cette situation ne décrit pas encore exactement la situation représentée à droite. Sur l'illustration, les deux chemins γ0 et γ1 possèdent la même origine x ainsi que la même extrémité y. C'est-à-dire :
Deux chemins continus γ0 et γ1 de X ayant même origine  et même extrémité sont dits homotopes strictement lorsqu'ils sont homotopes d'homotopie H et que, pour tout s élément de [0, 1] :

### Homotopie entre deux fonctions
Les définitions précédentes se généralisent à deux fonctions continues f et g d'un espace topologique X dans un espace topologique Y.
Les deux fonctions f et g sont dites homotopes, d'homotopie H, si H est une fonction continue de X×[0, 1] dans Y telle que l'application qui à x associe H(x, 0) est égale à f et celle qui à x associe H(x, 1) est égale à g.
Il est possible de généraliser la deuxième définition. Soit A un sous-ensemble de X tel que les restrictions de f et de g à A soient égales.
Les deux fonctions f et g sont dites homotopes relativement à A si f et g sont homotopes, d'homotopie H et que :

## Exemples

### Espace contractile
Un espace X est dit contractile si son application identité idX est homotope à une application constante, ou encore : si toute application continue d'un espace Y dans X est homotope à une application constante.
En particulier, un espace contractile est simplement connexe :
Tout lacet d'un espace contractile est homotope à un lacet constant.
Dans un espace vectoriel normé (ou plus généralement : un espace vectoriel topologique) sur ℝ, toute partie étoilée, en particulier tout convexe non vide, est contractile. La figure de droite illustre le cas d'un lacet dans un disque. Ce lacet est visiblement homotope « à un point », c'est-à-dire à un lacet constant.

### Cercle
Dans le cas d'un cercle S1, identifié ici aux complexes de module 1, la situation n'est pas équivalente à la précédente. Intuitivement, si un fil parcourt une boucle autour d'un cercle, il n'est pas possible de modifier le « nombre de tours » (compté algébriquement) sans que le fil ne quitte la surface du cercle et sans le briser. Ce nombre de tours est défini formellement de la façon suivante. L'application ℝ → S1, t ↦ exp(i2πt) étant un homéomorphisme local, tout lacet γ : [0, 1] → S1 tel que γ(0) = γ(1) = 1 possède un unique relèvement continu {\displaystyle \scriptstyle {\tilde {\gamma }}:[0,1]\to \mathbb {R} } tel que {\displaystyle \scriptstyle {\tilde {\gamma }}(0)=0}, et le degré du lacet γ est alors l'entier {\displaystyle \scriptstyle {\tilde {\gamma }}(1)}. Si deux tels lacets sont homotopes, on démontre (en relevant de même cette homotopie) qu'ils ont même degré. En effet, le long de l'homotopie, le degré varie continûment et ne prend que des valeurs entières, donc il est constant.
Par exemple, le lacet qui à t associe exp(i2πt), de degré 1, n'est pas homotope au lacet constant qui à t associe 1, de degré 0.

## Usages

### Théorème de d'Alembert-Gauss
L'homotopie est source de nombreuses démonstrations. Un exemple célèbre est le théorème de d'Alembert-Gauss, qui indique que tout polynôme non constant à coefficients complexes admet au moins une racine dans ℂ.
Pour le démontrer, on considère un polynôme unitaire P n'ayant aucune racine dans ℂ et on va prouver que son degré n est nul. Pour chaque réel positif r, on définit le lacet αr par :
Par définition, αr est un lacet défini sur le cercle. Si r est égal à 0, on obtient le lacet constant égal à 1. Comme la fonction qui à r et t associe αr(t) est continue, tous les lacets αr sont homotopes à un point.
Soient (aj) la suite des coefficients de P et ρ un nombre réel plus grand que 1 et que la somme Σ|aj| des modules des coefficients de P. Si z est un complexe de module ρ,
On définit le polynôme Ps et le lacet βs par :
Les inégalités (1) montrent que si |s| ≤ 1, le polynôme Ps n'admet pas de racine de module ρ donc le lacet βs est bien défini. Le lacet β0 fait n tours autour de l'origine, d'après le paragraphe précédent. Comme la fonction qui à s et t associe βs(t) est continue, ce lacet β0 est homotope à β1 = αρ. Comme ce dernier est homotope à un point c'est-à-dire qu'il fait 0 tour autour de l'origine, n est bien égal à 0.

### Groupe fondamental
Si X est un espace topologique, on peut composer deux lacets de même base p (c'est-à-dire de même origine et même extrémité p) α1 et α2 en construisant un lacet parcourant d'abord la trajectoire de α1, puis celle de α2. Cette composition est compatible avec la relation d'équivalence est homotope à. Quotienté par cette relation d'équivalence, on obtient une structure de groupe appelé groupe fondamental ou groupe de Poincaré. Cette notion se généralise et permet de définir une infinité de groupes d'homotopie.
Ce groupe est à l'origine de démonstrations. L'une des plus célèbres est celle du théorème du point fixe de Brouwer en dimension deux, qui indique que toute application continue du disque dans lui-même admet un point fixe.

### Topologie algébrique

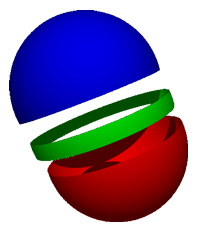
Si trois fermés recouvrent une sphère, l'un au moins contient deux points antipodaux.

L'homotopie est l'un des outils essentiels de la topologie algébrique. Le cas le plus simple, celui des lacets est la source de nombreuses démonstrations dans ce domaine. En plus du théorème de d'Alembert-Gauss ou de celui du point fixe de Brouwer, celui de Borsuk-Ulam est caractéristique d'une démarche de la topologie algébrique. En dimension deux, il indique que toute application continue de la sphère dans ℝ2 admet deux points antipodaux de même image. Autrement dit, il existe toujours sur terre deux points situés aux antipodes ayant exactement la même température et la même pression. Il permet de résoudre par l'affirmative quelques questions célèbres comme celle du sandwich au jambon : existe-il un plan qui coupe trois solides bornés et mesurables (correspondant au jambon, au fromage et au pain d'un sandwich) en deux parties de volumes égaux pour les trois solides ? Les raisonnements de topologie algébrique faisant usage de l'homotopie permettent aussi de démontrer que si trois fermés ont pour union la sphère, l'un d'entre eux au moins contient deux points antipodaux.

Exemple de partage entre deux voleurs d'un collier de perles de deux couleurs différentes, deux coupes suffisent.

On peut citer encore la question du partage du collier et des deux voleurs : un collier ouvert, illustré à gauche, est formé de perles de deux couleurs différentes, avec un nombre pair de perles de chaque couleur. On montre de façon élémentaire que les deux voleurs peuvent se répartir équitablement les perles en coupant le collier par seulement deux coups de ciseaux. Le théorème de Borsuk-Ulam permet de démontrer que plus généralement, s'il y a t couleurs de perles, t coupes suffisent.

## Équivalence homotopique entre espaces topologiques
La notion d'homotopie entre deux fonctions permet de définir une relation d'équivalence entre espaces topologiques :
Deux espaces E et F sont dits homotopiquement équivalents (ou « de même type d'homotopie ») s'il existe deux applications continues f : E → F et g : F → E telles que g ∘ f est homotope à idE et f ∘ g est homotope à idF.
Un espace est contractile si et seulement s'il a même type d'homotopie qu'un singleton.
Deux espaces topologiques homéomorphes sont homotopiquement équivalents mais la réciproque est fausse, comme le montrent les exemples suivants :
- mis à part le point lui-même, les espaces contractiles ne sont pas homéomorphes (ni même équipotents) au point ;
- un cercle est homotopiquement équivalent à ℂ* c'est-à-dire un plan privé d'un point, mais ne lui est pas homéomorphe (le cercle privé de deux points n'est pas connexe, tandis que le plan privé de trois points l'est) ;
- un intervalle réel, un disque dans le plan ou une boule dans ℝ3, ouverts ou fermés, sont, tous les six, contractiles donc homotopiquement équivalents, mais deux à deux non homéomorphes (par des arguments analogues de connexité ou de simple connexité, voire – pour distinguer les ouverts des fermés – de compacité).

Diverses propriétés importantes en topologie algébrique sont conservées par équivalence homotopique, parmi lesquelles : la simple connexité, la connexité par arcs, les groupes d'homotopie, les groupes d'homologie et de cohomologie…

## Isotopie
L’isotopie est un raffinement de l'homotopie ; dans le cas où les deux applications continues f , g : X → Y sont des homéomorphismes, on peut vouloir passer de f à g non seulement continûment mais en plus par homéomorphismes.
On dira donc que f et g  sont isotopes s’il existe une application continue H : X × [0, 1] → Y telle que :
- {\displaystyle \forall x\in X,\,H(x,0)=f(x)\,\!} ;
- {\displaystyle \forall x\in X,\,H(x,1)=g(x)\,\!} ;
- pour tout {\displaystyle t\in [0,1]}, l'application {\displaystyle X\to Y,~x\mapsto H(x,t)} est un homéomorphisme.

Une variante est la notion d'isotopie ambiante, qui est une sorte de déformation continue de l'« espace ambiant », transformant progressivement un sous-espace en un autre : deux plongements α, β d'un espace Z dans un espace X sont dits « isotopes de manière ambiante » s'ils se prolongent en deux homéomorphismes f, g de X  dans lui-même isotopes (au sens précédent) ou, ce qui est équivalent, s'il existe une isotopie entre l'identité de X et un homéomorphisme h de X  dans lui-même tel que h ∘ α = β. Cette notion est importante en théorie des nœuds : deux nœuds sont dits équivalents s'ils sont reliés par une isotopie ambiante.
A titre d'exemple l'effet de parallaxe réalise un isotopie ambiante des vues en perspective d'objets.